# Lhotsko
Lhotsko är en ort i Tjeckien.   Den ligger i regionen Zlín, i den östra delen av landet, 270 km öster om huvudstaden Prag. Lhotsko ligger 368 meter över havet och antalet invånare är 240.
Terrängen runt Lhotsko är huvudsakligen kuperad, men åt nordväst är den platt. Runt Lhotsko är det ganska tätbefolkat, med 70 invånare per kvadratkilometer. Närmaste större samhälle är Zlín, 15,5 km väster om Lhotsko. Omgivningarna runt Lhotsko är en mosaik av jordbruksmark och naturlig växtlighet.